# هارکرز ران (اوهایو)
هارکرز ران (اوهایو) (به انگلیسی: Harker's Run (Ohio)) رودخانهای است که در ایالات متحده آمریکا جریان دارد.